# Gaurax latitarsis
Gaurax latitarsis är en tvåvingeart som först beskrevs av Malloch 1941.  Gaurax latitarsis ingår i släktet Gaurax och familjen fritflugor. Inga underarter finns listade i Catalogue of Life.